# 俄羅斯交通標誌
俄羅斯的道路標誌受 1993 年 10 月 23 日俄羅斯聯邦政府第 1090 號法令“關於道路規則”批准的交通規則管轄，附錄 1“道路標誌”.

## 警告路標

有障礙物的鐵路道口
鐵路平交道無障礙
單軌鐵路十字扣
多軌鐵路十字扣
接近鐵路平交道
接近鐵路平交道
接近鐵路平交道
接近鐵路平交道
接近鐵路平交道
接近鐵路平交道
電車道口
等效道路的交叉點
迂回收
交通燈
吊橋
河岸
危險曲線
危險曲線
危險的彎道
危險的彎道
陡峭的下降
陡峭的上升
光滑的表面
路上的顛簸
減速帶
礫石面
危險路邊
道路變窄
道路變窄
道路變窄
雙向交通
行人過路處
該地區的兒童
自行車進入或過馬路
前方道路建設
牛進入或過馬路
野生動物過馬路
土石流
側風
低空飛行的飛機
隧道區
交通堵塞
附近的其他危險
危險 V 型
危險 V 型
危險 V 型
危險 V 型
危險 V 型
危險 V 型
危險 V 型
危險 V 型
箱體連接區

## 優先道路標誌

優先道路
優先道路終點
小路四向交叉路口
小路三岔路口
小路三岔路口
小路三岔路口
小路三岔路口
小路三岔路口
小路三岔路口
在大馬路上讓路
在主幹道上停車並讓路
迎面而來的交通優先
優先於迎面駛來的車輛

## 禁止性道路標誌

禁止某一方向進入
禁止雙向進入
禁止機動車通行
禁止貨車通行
禁止摩托車行駛
禁止農業
禁止持有拖車的車輛
禁止畜力車輛通行
禁止騎自行車
禁止行人通行
車輛重量限制
車輛軸限
高度限制
寬度限制
長度限制
最小距離限制
海關檢查站
危險區域
檢查站區域
禁止右轉
禁止左轉
禁止掉頭
禁止通行
禁止通行結束
禁止貨車通行
卡車通行禁令結束
最高速度限制
最高速度限制結束
禁止馬達噪音
禁止停車或站立
禁止停車或等待
每月奇數日禁止停車
每月偶數天禁止停車
結束所有限制
禁止載運危險物品車輛
禁止裝載易爆易燃物品的車輛
禁止搭乘公車和長途汽車
禁止使用個人行動裝置

## 強制性道路標誌

一直往前走
僅右轉
只左轉
直走或右轉
直走或左轉
向左或向右
從右側通過
從左側通過
從兩側通過
圓環交通方向
自行車道
自行車道結束
人行道
共享使用路徑
共享使用路徑結束
人行道和自行車道分開
人行道和自行車道分開
人行道和自行車道末端分開
人行道和自行車道末端分開
最低限速
最低速度限制結束
危險物品車輛行駛方向
危險物品車輛行駛方向
危險物品車輛行駛方向